# Hideki Shirakawa
Hideki Shirakawa (n. 20 august 1936, Tōkyō, Japonia) este un chimist japonez, laureat al Premiului Nobel pentru chimie (2000) pentru „descoperirea și dezvoltarea polimerilor conductori” împreună cu profesorul de fizică Alan J.Heeger și cu profesorul de chimie Alan G.MacDiarmid.